# Simangambat (Saipar Dolok Hole)
Simangambat is een bestuurslaag in het regentschap Tapanuli Selatan van de provincie Noord-Sumatra, Indonesië. Simangambat telt 659 inwoners (volkstelling 2010).